# Kandik
Kandik (ukrajinsko Кандик) je bil med letoma 554 in 559 kagan (knez) psevdoavarskih plemen, ki so živela na ozemlju današnje Ukrajine. Bil je tudi knez vzhodnih Huno-Bolgarov, ki jih je osvojil in so bili znani kot Kutriguri.
Svoje ljudstvo je popeljal izpod oblasti srednjeazijskih Turkov in prišel do ozemlja princa Sarodija na ozemlju današnje Ukrajine, kjer je leta 557 postal zaveznik Bizantinskega cesarstva. V diplomatskih pogajanjih 
med psevdoavarskimi nomadi, ki jih je vodil kagan Kandik, in bizantinskim cesarjem Justinijanom I. leta 557 je kot posrednik deloval alanski knez  Sarodij.
Sarodijeva diplomatska pomoč je prispevala k sporazumu med Turki in cesarjem Mavricijem leta 598 o podpori vladarju Kutrigurov  Sandilu.
Kandika je leta 559 nasledil bolgarski kan Zaberkan.